# コンスタンティ・ヴワディスワフ・ソビェスキ
コンスタンティ・ヴワディスワフ・ソビェスキ（Konstanty Władysław Sobieski, 1680年5月1日 - 1726年2月28日）は、ポーランド・リトアニア共和国の貴族。ポーランド王ヤン3世ソビェスキと王妃マリア・カジミェラ（マリシェンカ）の三男。ポーランド王子。

## 生涯
初めイエズス会士カルロ・マウリツィオ・ヴォータ（Karlo Mauricio Vota）に、次いでクラクフ大学の教師レミギアン・スシツキ（Remigian Suszycki）に教育された。また、「ヌフメゾン騎士（"chevelier de Neufmaison"）」というフランス人に軍事学を教わる。さらにイタリア語やフランス語を習得した。
1697年の父王の死後は、母及び次兄アレクサンデル・ベネディクト・ソビェスキとほぼ常に行動を共にした。1698年、兄たちと共に父の遺産を分割相続した際、最も重要なジュウキェフの所領、ワルシャワのヴィラヌフ宮殿及びカジミェシュ宮殿を相続した。コンスタンティはジュウキェフ城に豊富な絵画と図書のコレクションを築いた。
母マリシェンカはローマ移住後、コンスタンティを枢機卿にする計画を練ったが、計画はコンスタンティ自身の無作法な振る舞いによって頓挫した。1701年コンスタンティはローマの母の許を訪れた際、トッラ（Tolla）という名のローマ美人と恋仲になった。ところが彼女は大貴族のジェンツァーノ公ガエターノ1世・スフォルツァ・チェザリーニの情婦で、彼女は不貞に怒った公爵にマリシェンカの邸宅の前で怪我を負わされた。結局、コンスタンティは情婦を寝取ったことを公爵に謝罪した。
大北方戦争が始まると、コンスタンティは長兄ヤクプ・ルドヴィク・ソビェスキのアウグスト2世（強王）から王位を奪い取る計画に参加したが、そのことを察知したアウグスト強王によって1704年2月兄ともども誘拐・投獄された。1706年、アルトランシュテット条約締結に伴い、兄弟はスウェーデン王カール12世によって解放された。
1708年11月、おそらく幼馴染みだったマリア・ユゼファ・ヴェッセルと突然結婚した。この結婚を身分違いと見なすソビェスキ家や姻戚からは強く反対された。しかしコンスタンティはすぐさま新妻に飽き、翌月12月にはグダニスクを離れてしまう。
1709年4月スタニスワフ・レシュチンスキ王のルヴフの陣営に伺候した。同年6月のポルタヴァの戦いでレシュチンスキが王位を追われ、ザクセンのアウグスト強王が復位する公算が高まると、フィクサーのエルジュビェタ・シェニャフスカによって、強王の対抗馬としてポーランド国王候補に推挙されたが、実現しなかった。その後は所領のジュウキェフ、ヴロツワフ、長兄の所領オワヴァ公領を転々としながら暮らした。
晩年はリウマチと借財の取り立てに苦しんだ。1725年、彼は突然に妻マリア・ユゼファと復縁し、妻から経済的援助を受けた。最後は妻に付き添われてヴロツワフからジュウキェフに帰り、同地で死亡、地元のヴァヴジニェツ教会に葬られた。

## 引用・脚注
1. 1 2 3 4  http://www.wilanow-palac.pl/sobieski_konstanty_wladyslaw_2.html